# بيدرو غونزاليس فيرا
بيدرو غونزاليس فيرا (بالإسبانية: Pedro González Vera)‏ (و. 1967  م) هو لاعب كرة قدم، من تشيلي، ولد في فالديفيا، يلعب كمهاجم.

## روابط خارجية
- بيدرو غونزاليس فيرا على موقع الاتحاد الدولي (مؤرشف)  (الإنجليزية)
- بيدرو غونزاليس فيرا على موقع قاعدة بيانات كرة القدم.إي يو (الإنجليزية)
- بيدرو غونزاليس فيرا على موقع ناشيونال فوتبول تيمز (الإنجليزية)
- بيدرو غونزاليس فيرا على موقع عالم كرة القدم.نت (الإنجليزية)